# 렌즈콩 수프
렌즈콩 수프(lens－soup)는 남아시아와 중동, 유럽 등에서 흔히 먹는다. 주재료인 렌즈콩 이외에는 정해진 재료는 없으며, 취향에 따라 채소나 육류를 추가할 수 있다. 지역에 따라 슈르바 아다스(아랍어: شوربة العدس 슈르바 알아다스[*]), 메르지메크 초르바(튀르키예어: mercimek çorbası 메르지메크 초르바스[*]), 마수르 달(힌디어: मसूर दाल), 린선아인토프(독일어: Linseneintopf) 등으로 불린다.

## 사진 갤러리

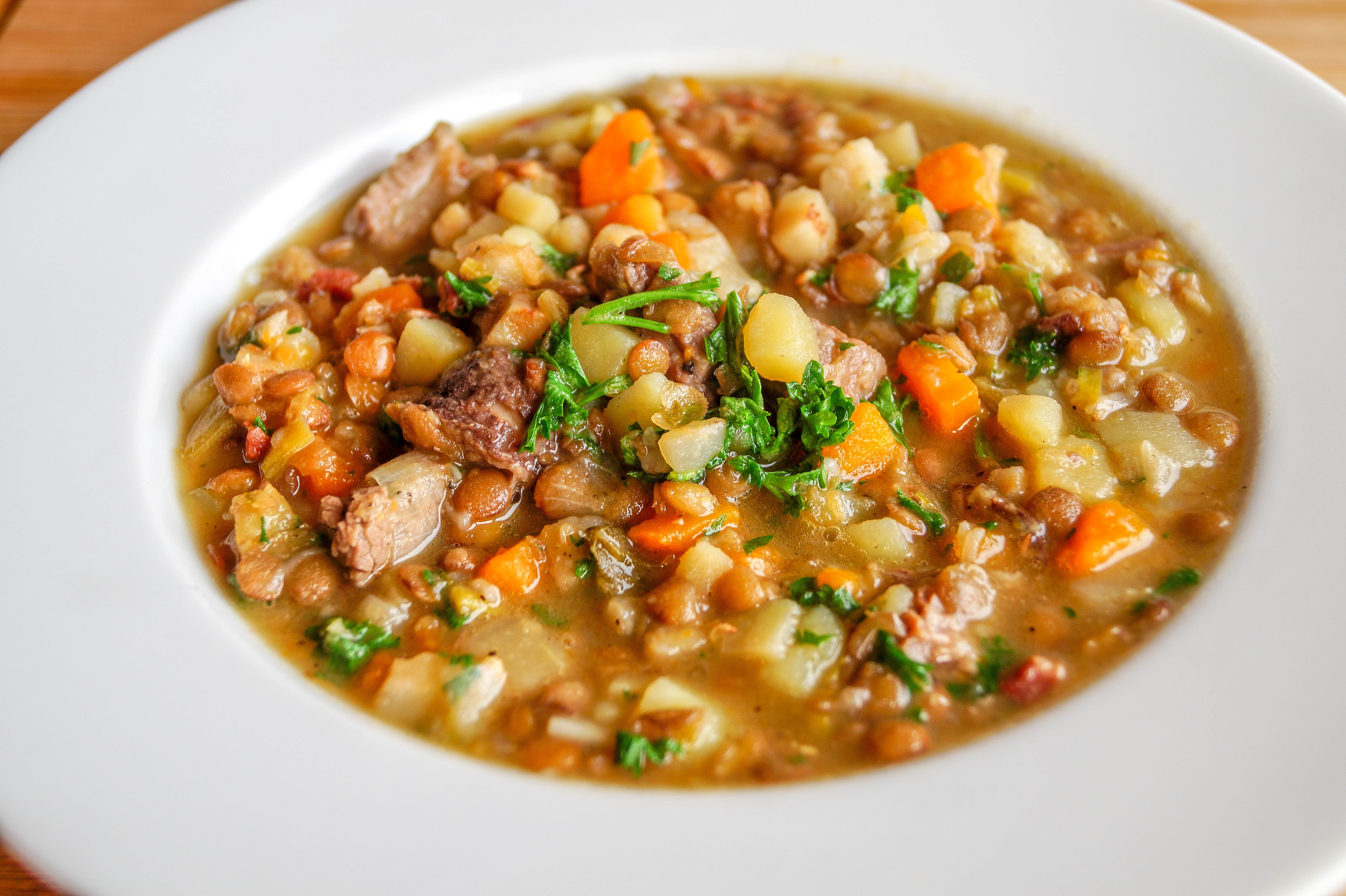
독일식 린선아인토프
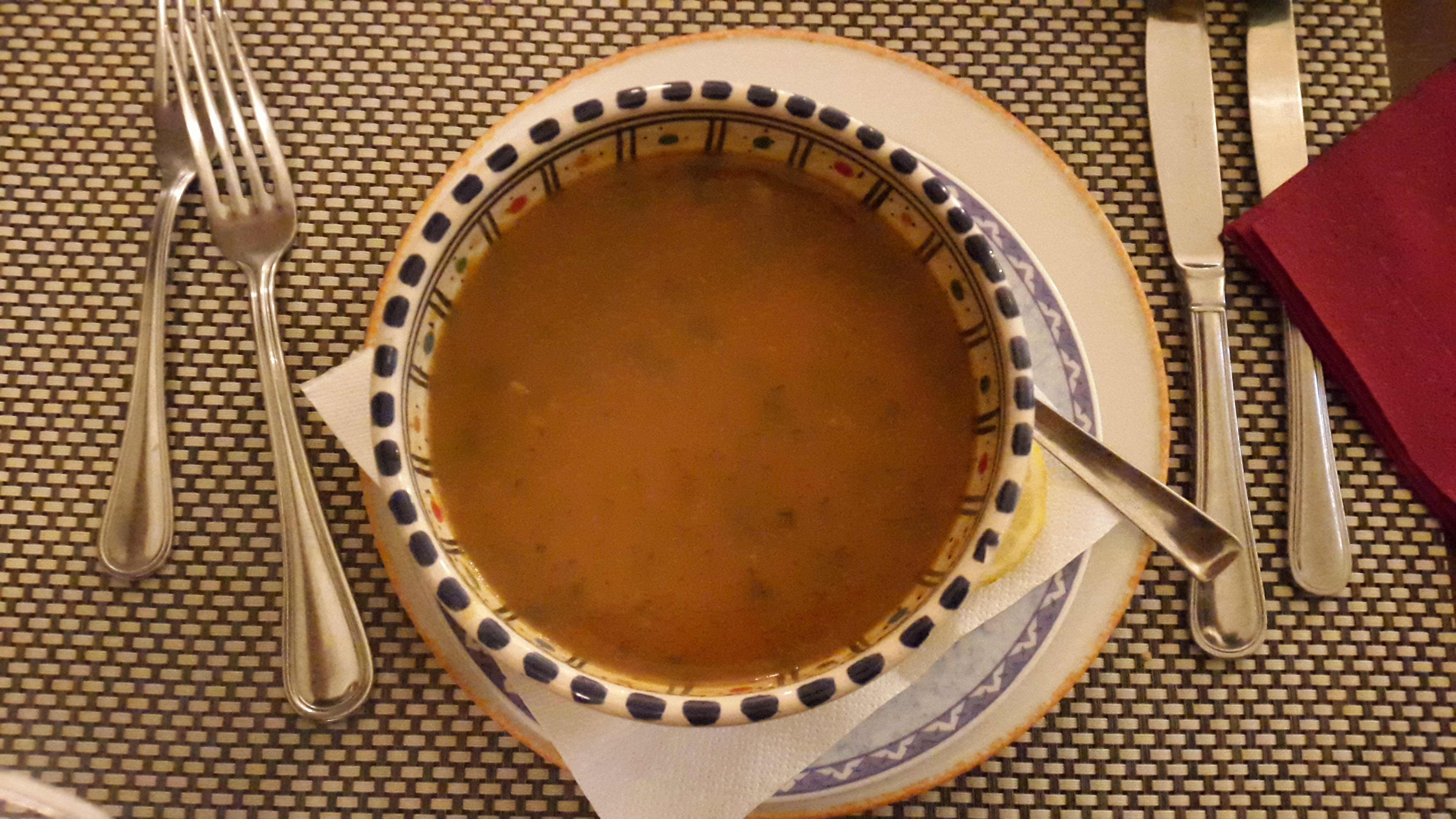
모로코식 슈르바 아다스
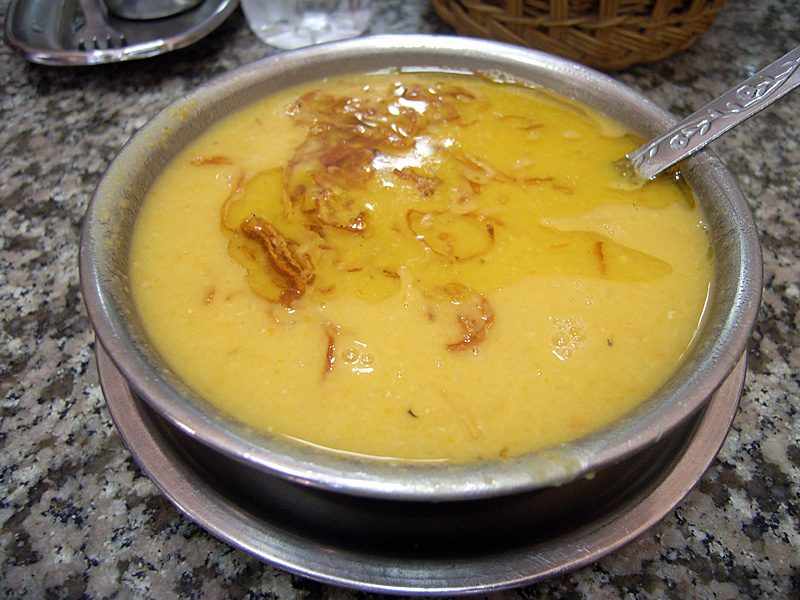
이집트식 슈르바 아다스
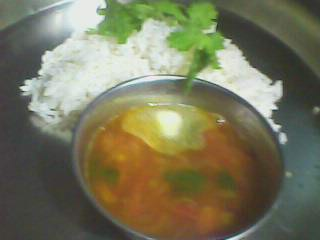
인도식 마수르 달
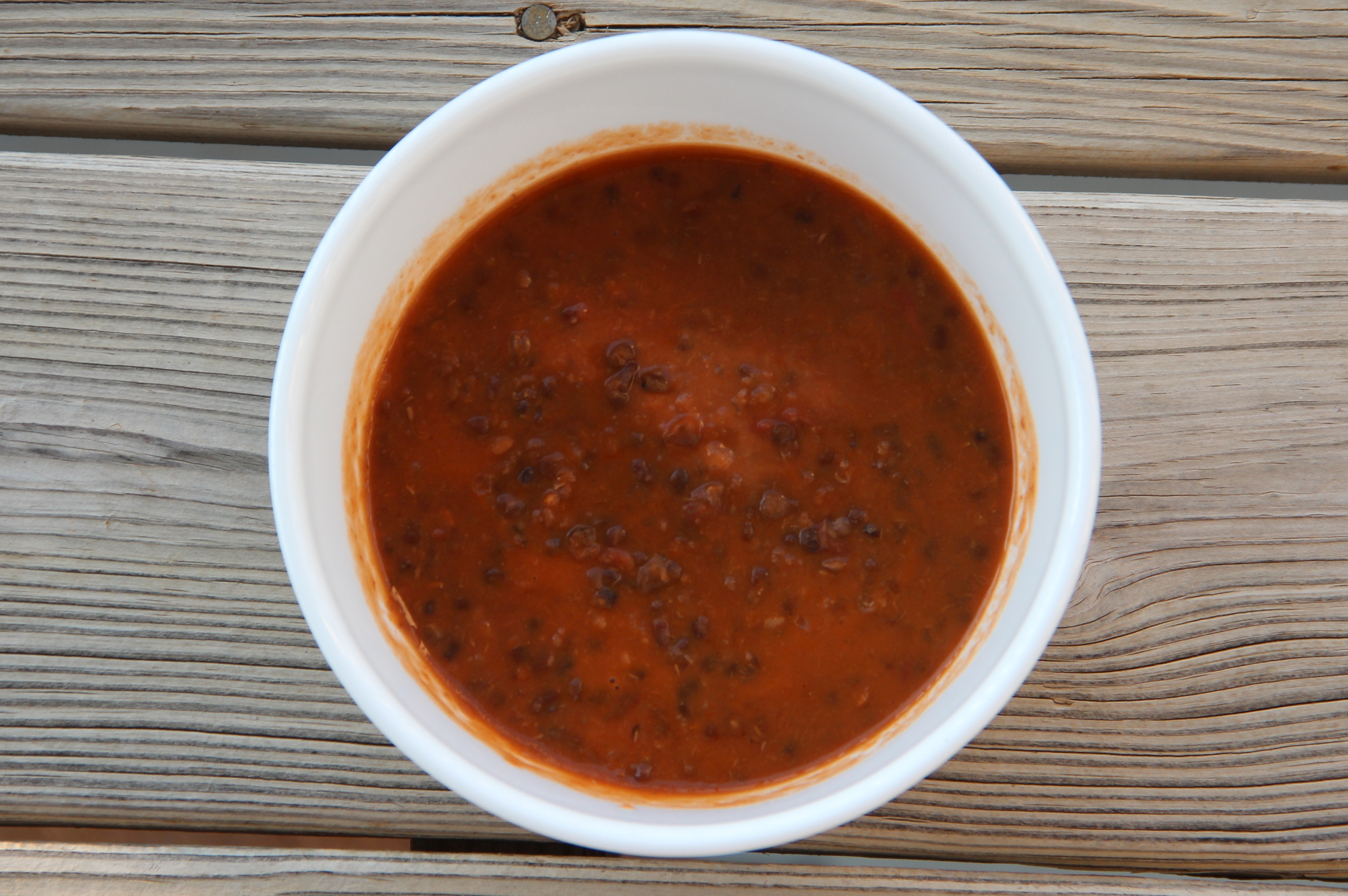
첸나이식 파루푸 라삼
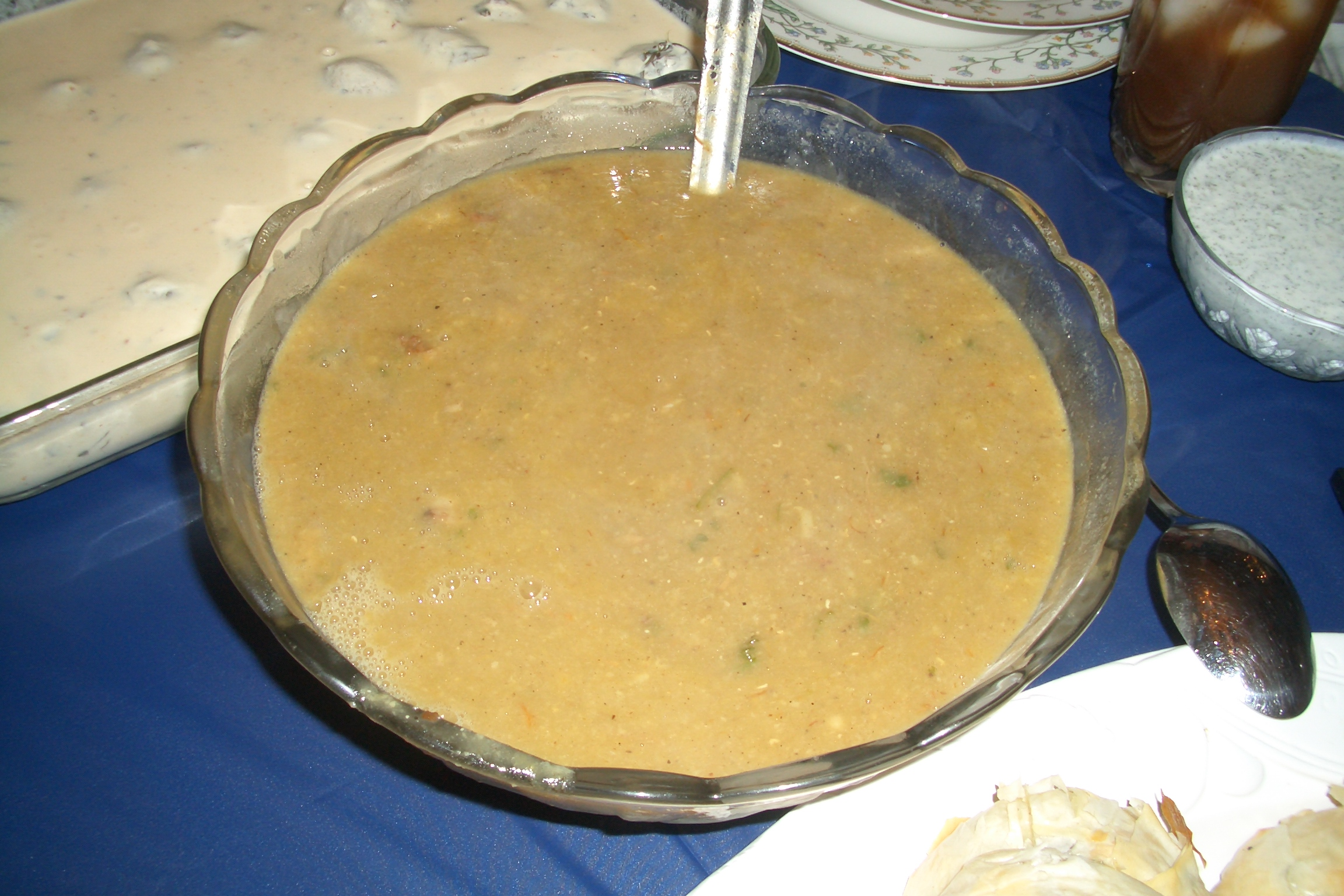
아랍식 슈르바 아다스
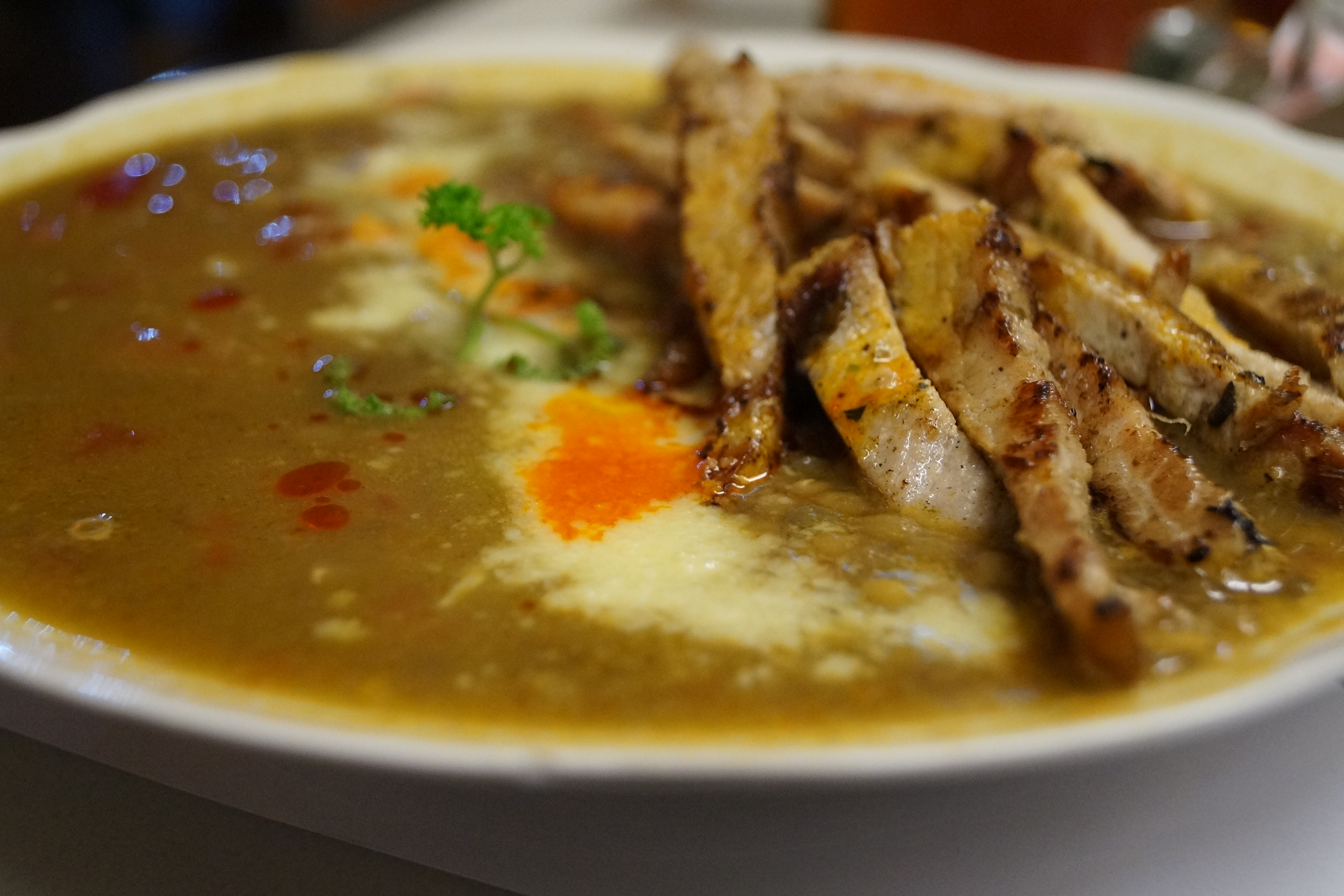
칠레식 렌테하스
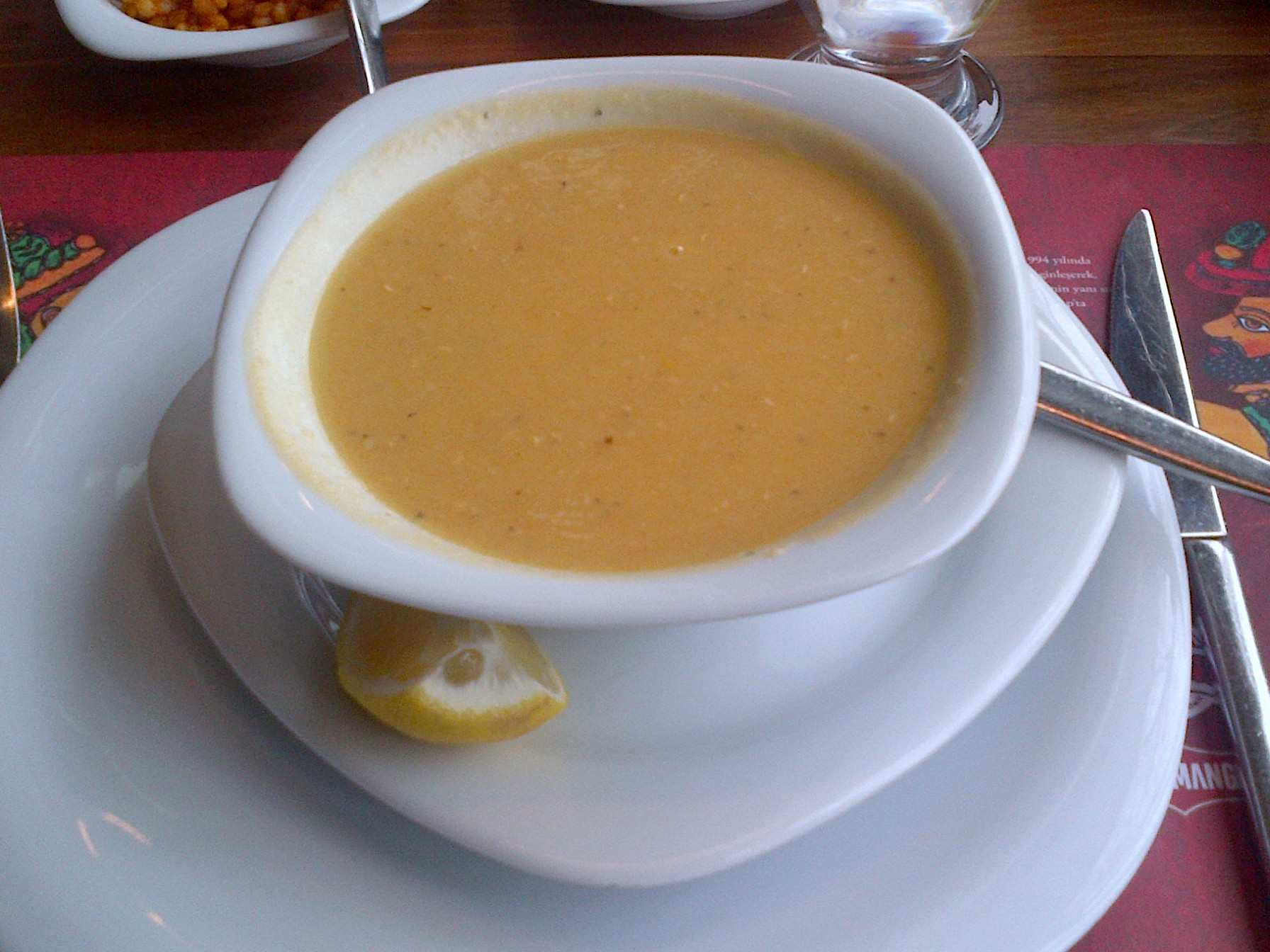
터키식 메르지메크 초르바
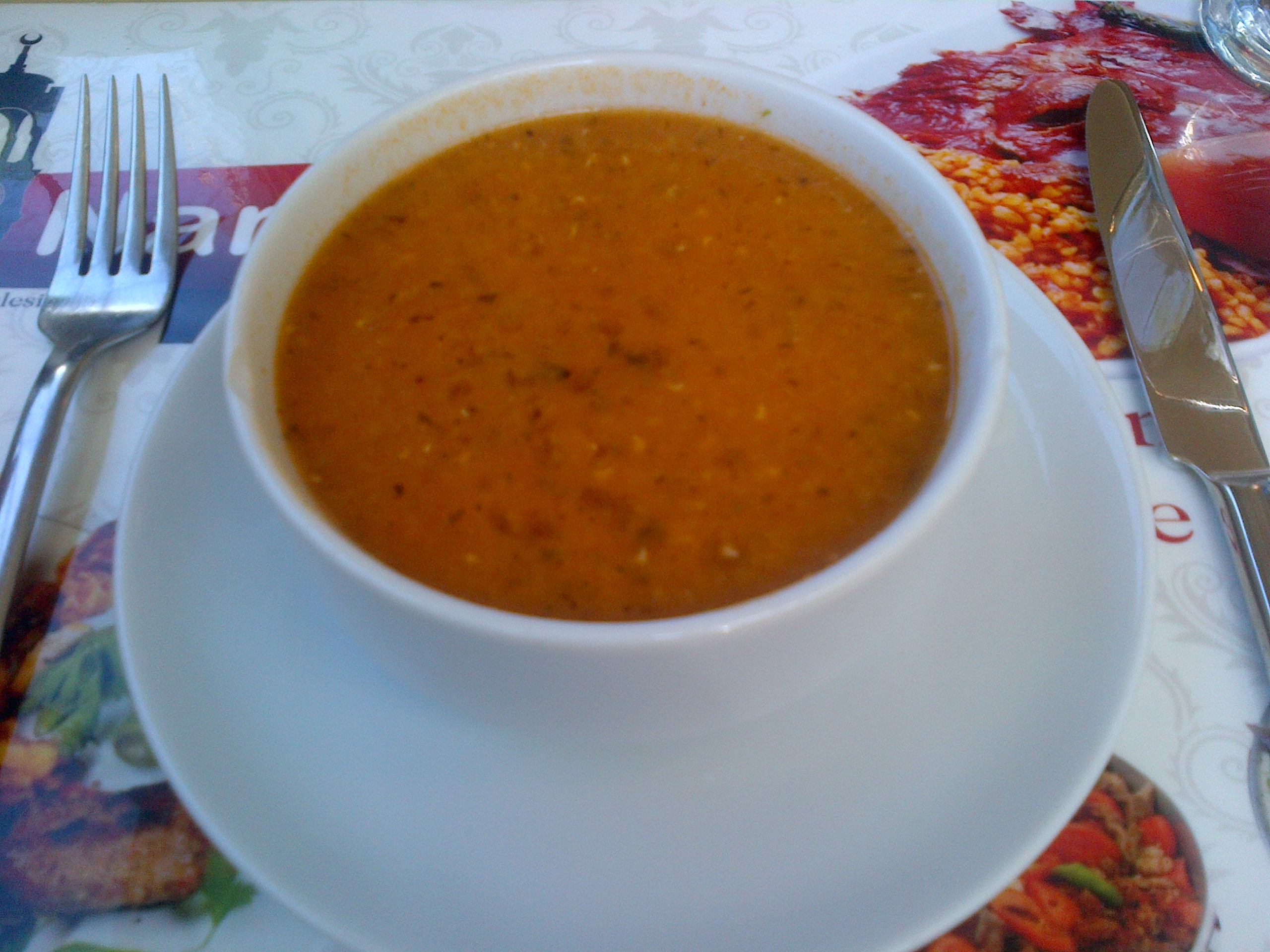
터키식 에조겔린 초르바

## 같이 보기
- 달 (음식)
- 할림
- 완두 수프